# Alexandru Neagu
Alexandru Neagu (Bukarest, 1948. július 19. – Bukarest, 2010. április 17.) román válogatott labdarúgó.

## Pályafutása

### A válogatottban
1970 és 1972 között 17 alkalommal szerepelt a román válogatottban és 4 gólt szerzett. Részt vett az 1970-es világbajnokságon.

## Sikerei, díjai
Rapid București
- Román bajnok (1): 1966–67
- Román kupa (2): 1971–72, 1974–75